# Dinamoebales
Dinamoebales es un orden de organismos unicelulares de la superclase Dinoflagellata, clase Dinophyceae.
- Datos: Q5807308